# Burkardroth
Burkardroth è un comune tedesco di 7 920 abitanti, situato nel land della Baviera.